# Canzoni per adulti
Canzoni per Adulti è l'ottavo album di inediti di Marco Ongaro.
Parole e musica sono di Marco Ongaro.

## Descrizione
Ottavo disco del cantautore che, come lui stesso afferma di quasi tutti i suoi lavori, si può definire un concept album. Il tema è l'amore: dalle parole dell'autore "Le canzoni sono per adulti perché il tema è inadatto ai bambini, non perché sia loro vietato. La sfera infantile è dedita ad altri giochi. Qui si parla dei giochi degli adulti, quelli che hanno a che vedere con la conquista e la sconfitta, con l'unione e la separazione, con la massima vitalità e il suo contrario, soprattutto in amore". Si distacca dal concept la traccia 7 La scorta scritta al tempo dell'attentato a Giovanni Falcone e alla sua scorta. Le tracce 10 La ballata della cavalla assente e la 13 Ricordi sono traduzioni di Marco Ongaro di due canzoni di Leonard Cohen, rispettivamente Ballad of the absent mare tratta da "Recent songs" del 1979 e Memories tratta da "Death of a ladie's man" del 1977 pubblicate in questo album per restituire a Cohen ciò che è suo.
Da un'intervista su Erzebeth: Quanto c'è di autobiografico nell'album? Tutto e niente. “Autobiografia dappertutto” e “Nascondi la tua vita” sono massime che Hugo von Hofmannsthal usa nella scrittura. Le adotto pienamente. C'è tutto di me, ma non si sa esattamente dove.
L'album, candidato alla Targa Tenco 2011 come miglior album, è entrato nella "cinquina" classificandosi terzo. Sempre nel 2011 Canzoni per adulti si è aggiudicato il Premio Lunezia per la Canzone d'autore.
"Il Salvatore delle donne tristi, di Marco Ongaro, brano inserito nell’album Canzoni per adulti (Freecom, ottobre 2010), e che da tempo il cantautore esegue dal vivo nei concerti, pezzo che dovrebbe essere esposto nelle teche del Premio Tenco come esempio supremo delle potenzialità del linguaggio ‘canzone d’autore’."

## Tracce
Canzoni per adulti:
Testi e musiche di Marco Ongaro.
1. Il salvatore delle donne tristi – 4:51
2. Il sostegno delle massaie – 2:46
3. La donna col pugnale – 3:19
4. Le risorse della tecnica – 2:29
5. D.J. – 3:19
6. Poco o niente – 2:53
7. La scorta – 4:32
8. Homo erectus – 2:13
9. Cinque lettere – 2:12
10. La ballata della cavalla assente – 4:34 (testo: L. Cohen adattata in italiano da M. Ongaro – musica: L. Cohen)
11. La piccola amica – 2:27
12. Feydeau – 2:25
13. Ricordi – 4:42 (testo: L. Cohen/P. Spector adattata in italiano da M. Ongaro – musica: L. Cohen/P. Spector)

Gost track:
Testi e musiche di Marco Ongaro.
1. Memorie di uno squattrinato – 2:53

## Formazione
- Marco Ongaro - voce, pianoforte
- Cristina Guardini - voce
- Marco Pasetto - clarinetto, sax soprano
- Pepe Gasparini - contrabbasso
- Bobo Facchinetti - batteria
- Bruno Marini - sax baritono
- Claudio Moro - chitarra
- Maria Vicentini - violino, viola